# Coupe Gambardella 1972-1973
Navigation
Édition précédente Édition suivante
La coupe Gambardella 1972-1973 est la 19e édition de l'épreuve organisée par la Fédération française de football et ses ligues régionales. La compétition est ouverte aux équipes de football de jeunes dans la catégorie des 18 ans.
La compétition est remportée par le Stade rennais FC battant l'AS Brestoise aux tirs au but. La rencontre a lieu au stade de Penvillers de Quimper qui accueille pour la première et seule fois la finale de la compétition. C'est l'une des rares fois qu'un stade hors de l'Île-de-France accueille une finale de la compétition.

## Résultats

### Huitièmes de finale
| Équipe 1         | Résultat | Équipe 2           | T.a.b. |
| ---------------- | -------- | ------------------ | ------ |
| AS Brestoise     | 3-3      | FC Nantes          | 4-2    |
| Stade rennais    | ?-?      | Stade poitevin     |        |
| AS Saint-Étienne | ?-?      | AS Cannes          |        |
| AS Monaco        | 4-1      | AS Angoulême       |        |
| RC Lens          | ?-?      | Moyeuvre           |        |
| US Toulouse      | ?-?      | Olympique lyonnais |        |
| Nîmes Olympique  | ?-?      | FC Grenoble        |        |
| CS Sedan         | ?-?      | US Normande        |        |

### Quarts de finale
| Équipe 1        | Résultat | Équipe 2         | T.a.b. |
| --------------- | -------- | ---------------- | ------ |
| AS Brestoise    | 2-1      | RC Lens          |        |
| AS Monaco       | 3-0      | AS Saint-Étienne |        |
| Stade rennais   | ?-?      | CS Sedan         |        |
| Nîmes Olympique | ?-?      |                  |        |

### Demi-finales

#### Matchs aller
| Équipe 1      | Résultat | Équipe 2        |
| ------------- | -------- | --------------- |
| AS Brestoise  | 3-2      | Nîmes Olympique |
| Stade rennais | ?-?      | AS Monaco       |

#### Matchs retour
| Équipe 1        | Résultat | Équipe 2      | T.a.b. |
| --------------- | -------- | ------------- | ------ |
| Nîmes Olympique | 1-0      | AS Brestoise  | 3-4    |
| AS Monaco       | 3-4      | Stade rennais |        |

### Finale
La finale devait avoir lieu dans le nouveau Parc des Princes, inauguré en 1972, mais du fait que les deux finalistes soient des clubs bretons, la finale a lieu à Quimper dans le récent stade de Penvillers, inauguré en 1968. Devant 9 000 spectateurs, nombre bien supérieur aux 2 000 à 3 000 spectateurs espérés, le Stade rennais FC domine le match mais l'AS Brestoise résiste et à la fin du match, le score est d'un but partout. À la suite de cela une séance de tirs au but est organisée pour la seconde fois de l'histoire de la compétition en finale. Finalement, les rennais s'imposent six buts à cinq aux tirs au but et remportent la Coupe Gambardella.
Il s'agit de la première finale du Stade rennais FC et de l'AS Brestoise dans la nouvelle Coupe Gambardella et de la première victoire du Stade rennais FC dans l'épreuve.
Feuille de match
| Finale                      | Stade rennais FC | 1 - 1             | AS Brestoise | Stade de Penvillers, Quimper                                                |                                                                             |
| dimanche 10 juin 1973 18h00 | Perrier 58e | (0 - 0)           | Boënnec 84e | Spectateurs : 9 000 (5 000 payants et 4 000 scolaires) Arbitrage : M. Bacou | Spectateurs : 9 000 (5 000 payants et 4 000 scolaires) Arbitrage : M. Bacou |
| dimanche 10 juin 1973 18h00 | Rapport |                   | | Spectateurs : 9 000 (5 000 payants et 4 000 scolaires) Arbitrage : M. Bacou | Spectateurs : 9 000 (5 000 payants et 4 000 scolaires) Arbitrage : M. Bacou |
| dimanche 10 juin 1973 18h00 | Gardien : Pierrick Hiard · Doué · Rabier · Arribart · Orhan · Roulin · Lidou · Chollet                                                                                   | Tirs au but 6 - 5 | Gardien : Patrick Le Foll · Jousseaume · Hamon · Elléouet · Quivouron · Boënnec · Boucher · Le Foll ·                                                                            | Spectateurs : 9 000 (5 000 payants et 4 000 scolaires) Arbitrage : M. Bacou | Spectateurs : 9 000 (5 000 payants et 4 000 scolaires) Arbitrage : M. Bacou |
| dimanche 10 juin 1973 18h00 | Hiard - Jeuland, Clolus, Rabier, Roulin - Arribart (cap.), Doué - Gourcuff, Orhan, Perrier, Gauvin Remplaçants : Auter, Chollet, Guitton, Lidou Entraîneur : Fredo Garel | Équipes           | Le Foll - C. Gestin, Quivouron, Le Gueux, Philippot - Boucher, Jousseaume - H. Gestin, Hamon, Elléouet, Boënnec Remplaçants : Salou, Stéphan, Tanguy Entraîneur : Lucien Cerveau | Spectateurs : 9 000 (5 000 payants et 4 000 scolaires) Arbitrage : M. Bacou | Spectateurs : 9 000 (5 000 payants et 4 000 scolaires) Arbitrage : M. Bacou |